# Bahri Tanrıkulu
Bahri Tanrıkulu (ur. 16 marca 1980 w Muğla) – turecki zawodnik w taekwondo, zdobywca brązowego medalu igrzysk olimpijskich w Atenach. Medalista mistrzostw świata i Europy.
Od 1998 roku Bahri Tanrıkulu jest znany na arenie europejskiej, a od 1999 roku na arenie międzynarodowej. Podczas całej swojej kariery zdobył 7 medali mistrzostw Europy, oraz 5 medali mistrzostw świata. W jego dorobku znajduje się również medal z uniwersjady z Izmiru z 2005 roku.
Jego siostra – Azize oraz żona – Australijka Tina Morgan także uprawiają taekwondo.

## Wyniki na igrzyskach olimpijskich
LIO 2004
| Konkurencja   | Runda pierwsza         | Ćwierćfinał             | Półfinał              | Finał                | Klas. końcowa |
| Konkurencja   | Runda pierwsza         | Ćwierćfinał             | Półfinał              | Finał                | Miejsce       |
| ------------- | ---------------------- | ----------------------- | --------------------- | -------------------- | ------------- |
| kat. do 80 kg | Donald Geisler (PHL) W | Hichem Hamdouni (TUN) L | Rəşad Əhmədov (AZE) W | Steven López (USA) L | 2.            |

LIO 2008
| Konkurencja   | Runda pierwsza       | Ćwierćfinał                    | Półfinał                       | Finał                          | Klas. końcowa |
| Konkurencja   | Runda pierwsza       | Ćwierćfinał                    | Półfinał                       | Finał                          | Miejsce       |
| ------------- | -------------------- | ------------------------------ | ------------------------------ | ------------------------------ | ------------- |
| kat. do 80 kg | Steven López (USA) L | → Odpadł z dalszej rywalizacji | → Odpadł z dalszej rywalizacji | → Odpadł z dalszej rywalizacji | 11.           |